# (500828) 2013 GR136
(500828) 2013 GR136 es un objeto transneptuniano, descubierto el 4 de abril de 2013 por el equipo del Outer Solar System Origins Survey desde el Observatorios de Mauna Kea, Hawái, Estados Unidos.

## Designación y nombre
Designado provisionalmente como 2013 GR136.

## Características orbitales
2013 GR136 está situado a una distancia media del Sol de 43,99 ua, pudiendo alejarse hasta 47,62 ua y acercarse hasta 40,36 ua. Su excentricidad es 0,082 y la inclinación orbital 1,639 grados. Emplea 106587, días en completar una órbita alrededor del Sol.

## Características físicas
La magnitud absoluta de 2013 GR136 es 7,8.